# Natalia Mills
Natalia Didelka Mills Urrunaga (nacida el 22 de marzo de 1993) es una futbolista panameña que juega como delantera en Talleres de la Primera División de Argentina.

## Trayectoria

### ANAFUFE
Jugó en la ANAFUFE en los equipos Apocalipsis, Olímpic, Navy Bay de Colón.

### JC Sports Girls
En el 2012 paso por el club peruano JC Sport Girls, ganando el Campeonato Peruano de Fútbol de 2012.

### SD Atlético Nacional
En 2017 debutó con el club en la Liga de Fútbol Femenino ganando el torneo del 2017. Quedó subcampeona de la Liga de Fútbol Femenino (Panamá) 2018 y del Torneo Clausura 2019 LFF.

### Fundación Albacete
El 9 de julio de 2019 fue anunciada como nueva jugadora de la Fundación Albacete. Disputó 3 partidos en la Segunda División Femenina de España 2019-20.

### CD Pozoalbense
El 30 de octubre de 2019 fue anunciada su cesión al CD Pozoalbense. Jugó 14 partidos y anotó 7 goles en la Segunda División Femenina de España 2019-20.

### SD Atlético Nacional
A finales de 2020 fue anunciada su regreso al SD Atlético Nacional. Salió campeona del Torneo Edición 2020 LFF.

### Córdoba CF
El 23 de enero de 2021 fue anunciada como nueva jugadora del Córdoba Club de Fútbol. Con el club jugó 10 partidos y anotó 1 gol en la Segunda División Femenina de España 2020-21.

### LD Alajuelense
El 23 de junio de 2021 fue anunciada como nueva jugadora del LD Alajuelense. Salió campeona del Torneo Clausura 2021, el 29 de abril de 2022 fue anunciada su renovación hasta el 2023, salió campeona del Torneo Apertura 2022, de la Copa Interclubes de la Uncaf Femenino 2022, del Torneo Clausura 2022, del Torneo Apertura 2023 y de la Copa Interclubes de la Uncaf Femenino 2023.

### Talleres
El 1 de febrero de 2025 fue anunciada oficialmente como refuerzo de Talleres. El club cordobés recién ascendía a la Primera División del fútbol argentino. Mills formó parte del grupo de 16 futbolistas que firmaron los primeros contratos profesionales en la historia del club cordobés.

## Selección nacional

### Categorías inferiores
Fue convocada por la selección sub-17 de Panamá para disputar el Campeonato Femenino Sub-17 de la Concacaf de 2010 en donde jugó 5 partidos y anotó 2 goles. También fue convocada por la selección sub-20 de Panamá para disputar el Campeonato Femenino Sub-20 de la Concacaf de 2012 en donde jugó 6 partidos y anotó 1 gol.

### Selección absoluta
Mills debutó con la selección absoluta de Panamá durante los X Juegos Centroamericanos en donde anotó un gol. Jugó los XI Juegos Centroamericanos en donde disputó 5 partidos y anotó 2 goles, disputó el Premundial 2018 en donde jugó 7 partidos y anotó 2 goles, disputó los Juegos Panamericanos de 2019 en donde jugó 3 partidos y anotó 1 gol. Disputó 2 partidos en la Copa Mundial Femenina de Fútbol de 2023.

### Goles internacionales
| Goles internacionales | Goles internacionales   | Goles internacionales                                          | Goles internacionales | Goles internacionales | Goles internacionales | Goles internacionales                |
| N.º                   | Fecha                   | Lugar                                                          | Rival                 | Marcador              | Resultado             | Competición                          |
| --------------------- | ----------------------- | -------------------------------------------------------------- | --------------------- | --------------------- | --------------------- | ------------------------------------ |
| 1                     | 6 de marzo de 2013      | Estadio Ernesto Rohrmoser, San José, Costa Rica                | Guatemala             | 1–1                   | 3–2                   | X Juegos Centroamericanos            |
| 2                     | 22 de mayo de 2014      | Estadio Doroteo Guamuch Flores, Ciudad de Guatemala, Guatemala | Belice                | 2–0                   | 13–1                  | Copa Centroamericana 2014            |
| 3                     | 24 de mayo de 2014      | Estadio Doroteo Guamuch Flores, Ciudad de Guatemala, Guatemala | Honduras              | 1–0                   | 4–1                   | Copa Centroamericana 2014            |
| 4                     | 8 de diciembre de 2017  | Estadio Independencia, Estelí, Nicaragua                       | Nicaragua             | 3–1                   | 3–1                   | XI Juegos Centroamericanos           |
| 5                     | 10 de diciembre de 2017 | Estadio Independencia, Estelí, Nicaragua                       | El Salvador           | 2–1                   | 5–1                   | XI Juegos Centroamericanos           |
| 6                     | 22 de marzo de 2018     | Estadio Ato Boldon, Couva, Trinidad y Tobago                   | Trinidad y Tobago     | 1–1                   | 1–2                   | Amistoso                             |
| 7                     | 29 de agosto de 2018    | IMG Soccer Stadium, Bradenton, Estados Unidos                  | El Salvador           | 1–1                   | 2–6                   | Clas. a la Copa de Oro Femenino 2018 |
| 8                     | 17 de octubre de 2018   | Estadio Toyota, Frisco, Estados Unidos                         | Jamaica               | 1–1                   | 2–2                   | Copa de Oro Femenino 2018            |
| 9                     | 13 de noviembre de 2018 | Estadio Rommel Fernández, Ciudad de Panamá, Panamá             | Argentina             | 1–0                   | 1–1                   | Repechaje Mundial 2019               |
| 10                    | 19 de mayo de 2019      | Independence Park, Kingston, Jamaica                           | Jamaica               | 2–1                   | 3–1                   | Amistoso                             |
| 11                    | 28 de julio de 2019     | Estadio Olímpico de la UNMSM, Lima, Perú                       | Costa Rica            | 1–0                   | 1–3                   | Juegos Panamericanos de 2019         |
| 12                    | 8 de octubre de 2019    | Estadio Rommel Fernández, Ciudad de Panamá, Panamá             | Guatemala             | 3–1                   | 3–1                   | Preolímpico Femenino de 2020         |
| 13                    | 20 de febrero de 2022   | Estadio Cuscatlán, San Salvador, El Salvador                   | Belice                | 0-2                   | 0-8                   | Clas. al Campeonato Femenino 2022    |
| 14                    | 20 de febrero de 2022   | Estadio Cuscatlán, San Salvador, El Salvador                   | Belice                | 0-7                   | 0-8                   | Clas. al Campeonato Femenino 2022    |

## Clubes
| Club                 | País       | Año         |
| -------------------- | ---------- | ----------- |
| Apocalipsis          | Panamá     | 2008        |
| Olímpic              | Panamá     | 2009 - 2010 |
| Navy Bay de Colón    | Panamá     | 2010 - 2012 |
| JC Sport Girls       | Perú       | 2012 - 2013 |
| SD Atlético Nacional | Panamá     | 2017 - 2019 |
| Fundación Albacete   | España     | 2019        |
| CD Pozoalbense       | España     | 2019 - 2020 |
| SD Atlético Nacional | Panamá     | 2020        |
| Córdoba CF           | España     | 2021        |
| LD Alajuelense       | Costa Rica | 2021 - 2024 |
| Talleres             | Argentina  | 2025        |

## Palmarés

### Títulos nacionales
| Título           | Club                 | País       | Año    |
| ---------------- | -------------------- | ---------- | ------ |
| Primera División | JC Sport Girls       | Perú       | 2021   |
| Primera División | SD Atlético Nacional | Panamá     | 2017   |
| Primera División | SD Atlético Nacional | Panamá     | 2020   |
| Primera División | LD Alajuelense       | Costa Rica | 2021-C |
| Primera División | LD Alajuelense       | Costa Rica | 2022-A |
| Primera División | LD Alajuelense       | Costa Rica | 2022-C |
| Primera División | LD Alajuelense       | Costa Rica | 2023-A |

### Títulos internacionales
| Título                 | Club           | País       | Año  |
| ---------------------- | -------------- | ---------- | ---- |
| Copa Interclubes Uncaf | LD Alajuelense | Costa Rica | 2022 |
| Copa Interclubes Uncaf | LD Alajuelense | Costa Rica | 2023 |